# Coelemu
Coelemuest une ville et une commune du Chili faisant partie de la région de Ñuble, et appartienne à la province d'Itata. En 2012, la population de la commune s'élevait à 15 711 habitants.

## Démographie
En 2012, la population de la commune s'élevait à 15 711 habitants. La commune a une superficie de 342 km2 (densité de 46 hab./km²),. En 2002 61,2% de cette population vit dans des zones urbaines tandis que 38,8% vit dans des zones rurales.
En plus de la ville de Coelemu, la commune de Coelemu comprend les localités suivantes qui ont toutes moins de 1 000 habitants :
- Caleta Burea
- Conai
- Cuadrapangue
- Dinamapu
- El Pellín
- Guarilihue
- Magdelena
- Meipo
- Perales
- Ranquelmo
- Vegas de Itata

## Administration
En tant que commune, Coelemu est administrée par un conseil municipal dirigé par un alcade élu directement à tous les quatre ans.

## Annexe